# Iglesia de San Lázaro (Málaga)
La Iglesia de San Lázaro es un templo cristiano católico, sita en el barrio de La Victoria de la ciudad española de Málaga.

## Historia
Fundada por los Reyes Católicos en 1491 (siglo XV) tras la reconquista de Málaga como ciudad cristiana, estaba pensada en un principio como capilla del hospital que ahí se situaría, el Hospital de San Lázaro, destinado en sus inicios a la cura de leprosos. Hoy en día, tan sólo se conserva la capilla, ya que el resto de las instalaciones sufrieron muchos daños durante las inundaciones del 1628. Tras su reparación, cumplió un importante papel durante la epidemia de peste de 1637, siendo el primer centro sanitario que recogió a los afectados. Su situación nunca fue holgada, y aunque se reconstruyó y amplió en el primer cuarto del XVIII, en 1702 se encontraba en un estado lamentable.
Desde 1706, es sede de la Hermandad Sacramental de Nuestro Padre Jesús Nazareno de los Pasos del Monte Calvario, a la que se agregó posteriormente la popularísima imagen de María Santísima del Rocío, conocida en la ciudad como la 'Novia de Málaga' y pasó a conocerse como Cofradía del Rocío.
La Iglesia de San Lázaro estuvo a cargo de la Cofradía del Rocío hasta el año 1962, que fue nombrada por el Obispo de Málaga como Parroquia de San Lázaro. En 1948, la iglesia fue restaurada bajo la dirección del arquitecto Enrique Atencia, con la financiación del Gobierno Civil y de la Cofradía del Rocío tras los incendios provocados en la quema de conventos de 1931 y 1936 en la que se perdió prácticamente todo su antiguo y rico pasado.
En 1997 y 2004 fue rehabilitada, ampliándose sus dependencias y restaurando las existentes para poder atender las demandas de una nueva y moderna feligresía que asciende a un padrón de 12 034 habitantes pertenecientes a la zona centro-norte de Málaga. También es sede canónica de la Cofradía del Rescate, aunque sus imágenes reciben culto en una capilla de calle Agua.

## Descripción

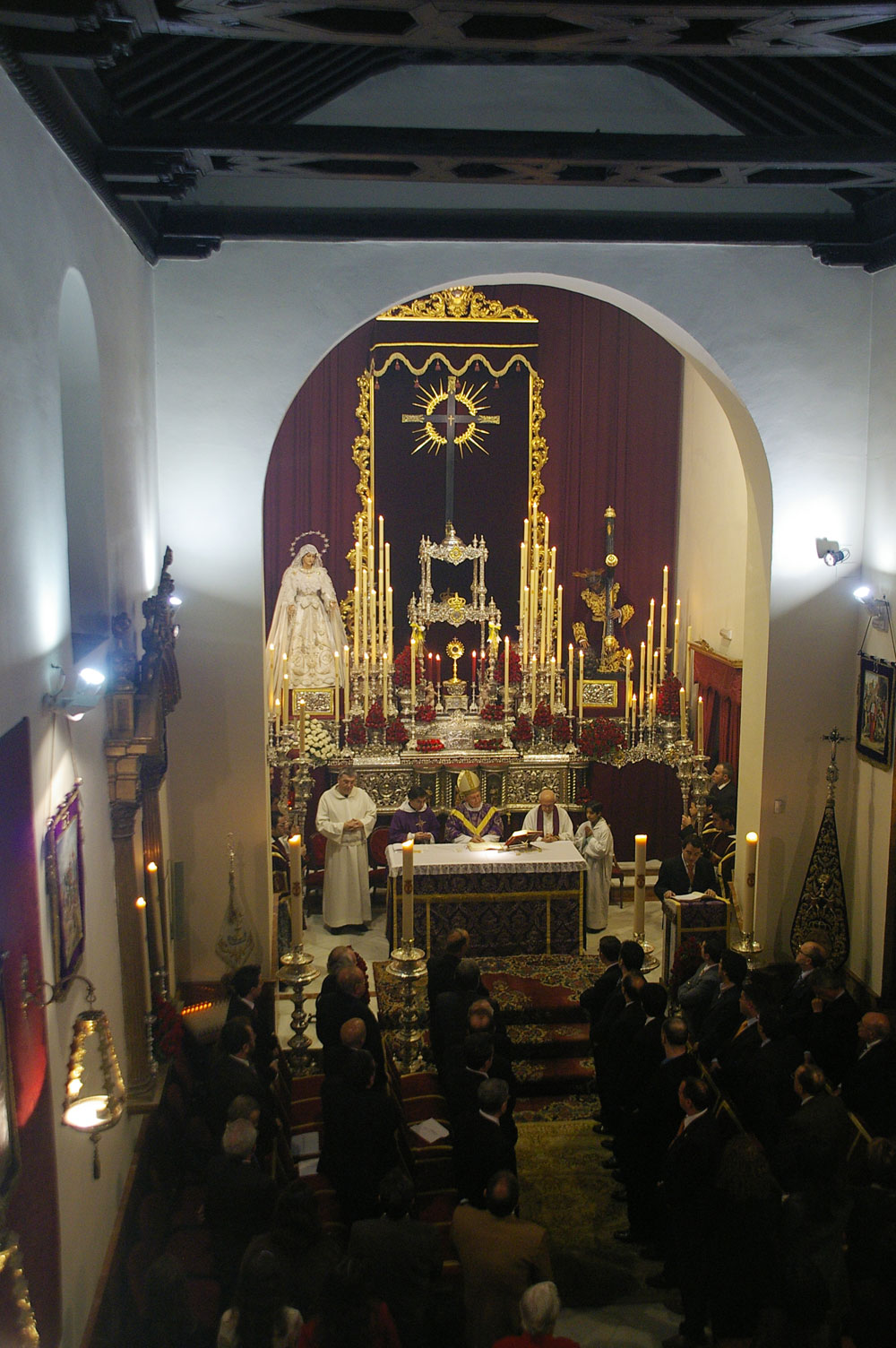
Interior del templo durante una función religiosa de la Cofradía del Rocío

La iglesia de San Lázaro es de estilo mudéjar, tiene una sola nave con el presbiterio en alto y se cubre con dos armaduras de madera, cuadrada la del presbiterio y rectangular la de la nave.
El altar mayor es un retablo neobarroco, en madera dorada y nacarada realizado a mediados del siglo XVIII para la capilla del Colegio San Estanislao de Kostka del barrio de El Palo. En 1965 fue adquirido por la Cofradía del Rocío. En la capilla central del retablo encontramos la popular imagen de María Santísima del Rocío, obra del imaginero levantino Pío Mollar Franch.
A ambos laterales de la iglesia encontramos, por un lado:
Capilla lateral derecha: En esta capilla se venera la imagen de Nuestro Padre Jesús Nazareno de los Pasos del Monte Calvario, realizada por Antonio Eslava Rubio en 1977. 
Capilla lateral izquierda: En esta capilla se venera la imagen de la Virgen de los Dolores.
La iglesia guarda también una imagen de San José, del siglo XVII.
Su fachada principal se compone de una portada recia, flanqueada por una cruz de piedra que simboliza la primera estación del Vía Crucis de la ciudad al Monte Calvario. Su interior consta de dos naves. La principal y más antigua cuenta con una cubierta de artesonado mudéjar en madera y coro en la parte superior. La segunda nave es de reciente construcción (2004).Su espadaña, de 3 metros de altura, termina en forma de pirámide, con adornos formados pináculos de cerámica con decoración floral.
El coqueto tamaño de la nave principal, sus características para una gran visión de los fieles y la presencia de la imagen de la Virgen del Rocío hacen que numerosas parejas la elijan para contraer matrimonio.

## Horario de misas
De octubre a abril a las 18 horas y a las 19 horas. Festivos: 12.30 horas y 20 horas. De mayo a septiembre, los días de diario: 19 horas y 20 horas. Festivos: 11.30 h. y 20 h.